# 东亚模式
東亞模式是日本開創的一種經濟增長模式，政府投資於某些經濟部門，以刺激私營部門特定行業的增長。东亚模式一般指日本、韓國、臺灣等東亞發達經濟體所追求的發展模式。后来也被用來描述1978年鄧小平改革开放後中國大陸的當代經濟體制和越南1986年實施革新开放政策後的現行經濟體制。
東亞模式的主要特点是政府的作用。東亞各國政府認為市場在經濟中配置稀缺資源具有侷限性，因此政府採取經濟干預主義措施來促進經濟發展。東亞模式的關鍵方面包括國家對金融的控制、在經濟戰略部門直接支持國有企業或創建私營國家龍頭企業、高度依賴出口市場實現增長和高儲蓄率，類似於指導主義。
儘管都是東亞模式，但亞洲國家的經濟發展路徑並不完全一樣，東亞經濟體在經濟結構和發展經驗等方面也大相徑庭，尤其是在東北亞和東南亞國家之間。例如，馬來西亞、印度尼西亞和泰國比臺灣或新加坡更依賴外商直接投資。
這種經濟體系不同於中央計劃經濟。在中央計劃經濟中，中央政府將調動自己的資源來創建所需的產業，這些產業本身最終將由國家所有和經營。東亞模式則是高儲蓄率、高投資率、高教育水平、勤奮和出口導向政策。